# 무성 치경 접근음
무성 치경 접근음(無聲齒莖接近音)은 닿소리의 하나이다.

## 조음 방법
- 혀끝을 치조(또는 치조구개나 치조후)쪽으로 올린다.(이때 혀가 닿으면 안 된다.)
- 그대로 성대를 울리지 않으면서 혀를 아래로 내린다.

## 특징
- 파열, 마찰등을 전혀 하지 않는 접근음이다.
- 혀를 치조나 그 주변에 대는 치조음이다.
- 조음할 때 성대가 울리지 않는 무성음이다.
- 입을 통하여 공기가 빠져나가는 구강음이다.
- 기류가 혀 옆이 아니라 중앙으로 빠져나가는 중설음이다.
- 발성 방법은 인후나 입이 아니라 폐로부터 발성기관으로 공기가 빠져나가는 폐장기류음이다.